# تضايف
التضايف كون الشيئين بحيث يكون تعلق كل واحد منهما سببا بتعلق الآخر به، كالأبوة والبنوة، وكون تصور كل واحد من الأمرين موقوفا على تصور الآخر. والمتضايفان هما المتقابلان الوجوديان اللذان يعقل كل منهما بالقياس إلى الآخر؛ كالأبوة والبنوة، فإن الأبوة لا تعقل إلا مع البنوة، وبالعكس.